# Tsaghkadzor
Tsaghkadzor är en ort i Armenien.   Den ligger i provinsen Kotajk, i den centrala delen av landet, 40 kilometer norr om huvudstaden Jerevan. Tsaghkadzor ligger 1 861 meter över havet och antalet invånare är 1 407.
Terrängen runt Tsaghkadzor är huvudsakligen kuperad, men åt sydväst är den bergig. Närmaste större samhälle är Hrazdan, 5,5 kilometer sydost om Tsaghkadzor. 
Trakten runt Tsaghkadzor består i huvudsak av gräsmarker. Runt Tsaghkadzor är det ganska tätbefolkat, med 149 invånare per kvadratkilometer.